# Johnny Guaca
Johnny Guaca es un deportista colombiano que compitió en judo. Ganó dos medallas de bronce en el Campeonato Panamericano de Judo, en los años 2004 y 2005.

## Palmarés internacional
| Campeonato Panamericano | Campeonato Panamericano       | Campeonato Panamericano | Campeonato Panamericano |
| Año                     | Lugar                         | Medalla                 | Categoría               |
| ----------------------- | ----------------------------- | ----------------------- | ----------------------- |
| 2004                    | Isla de Margarita (Venezuela) | Medalla de bronce       | –55 kg                  |
| 2005                    | Caguas (Puerto Rico)          | Medalla de bronce       | –55 kg                  |